# ミニアチュール

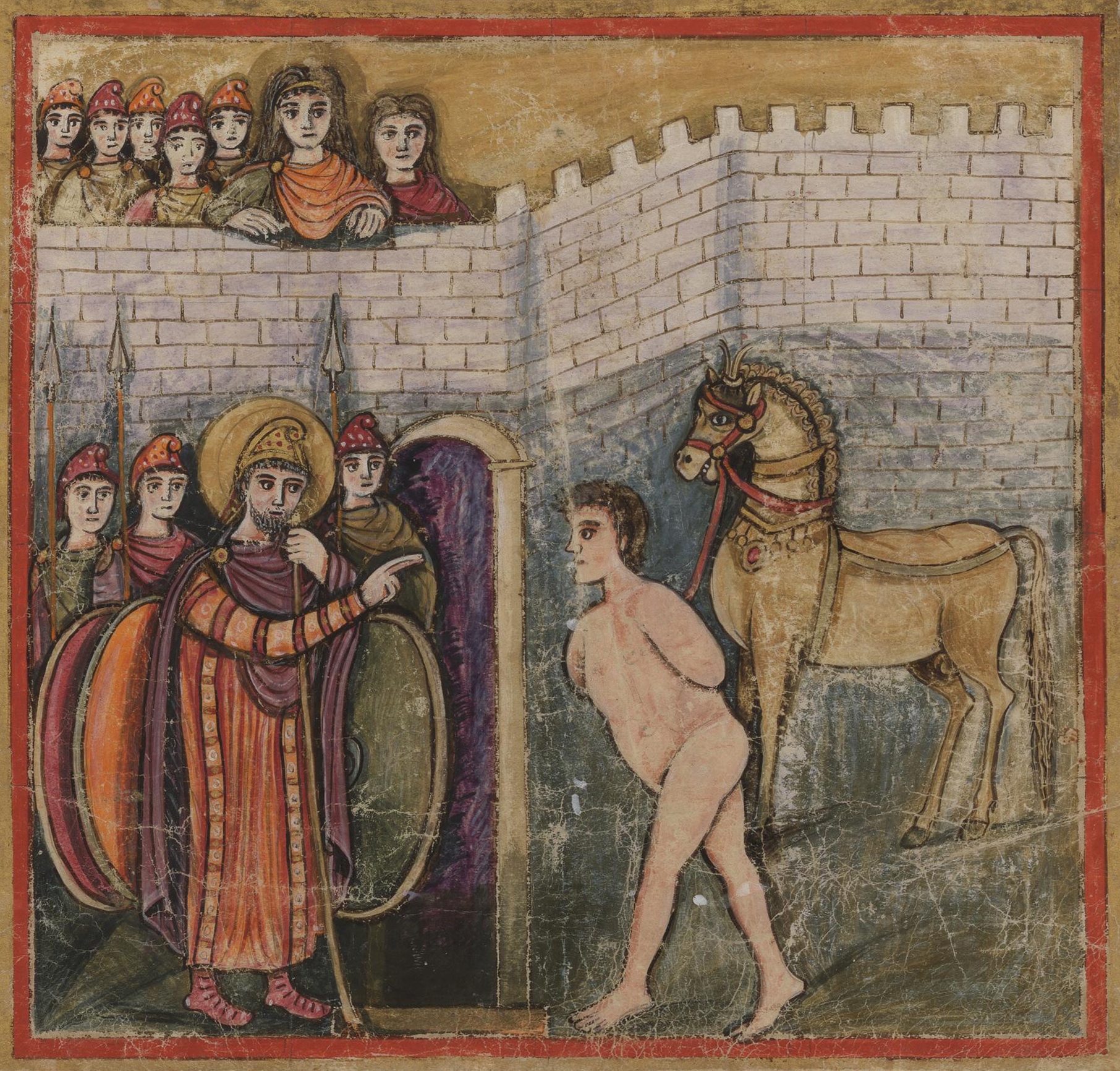
アエネイスの写本、ヴェルギリウス・ロマヌス(5世紀)に描かれたトロイの木馬

ミニアチュール（フランス語: miniature）または彩画（さいが）・細密画（さいみつが）とは、古代・中世の絵付き写本に収録された挿絵である。語源はラテン語のminium（鉛丹）。初期の写本の赤色インクに鉛丹が使われていたことにちなむ。中世のミニアチュールは小さいものが多かったため、「minute（微細な）」などが語源であると誤解され、小さいサイズのイラストを指してミニアチュールと呼ばれるようになった。ミニアチュールの翻訳語として細密画という表現が採用されたのもこれに由来する。

## 3-6世紀 イタリア・東ローマ

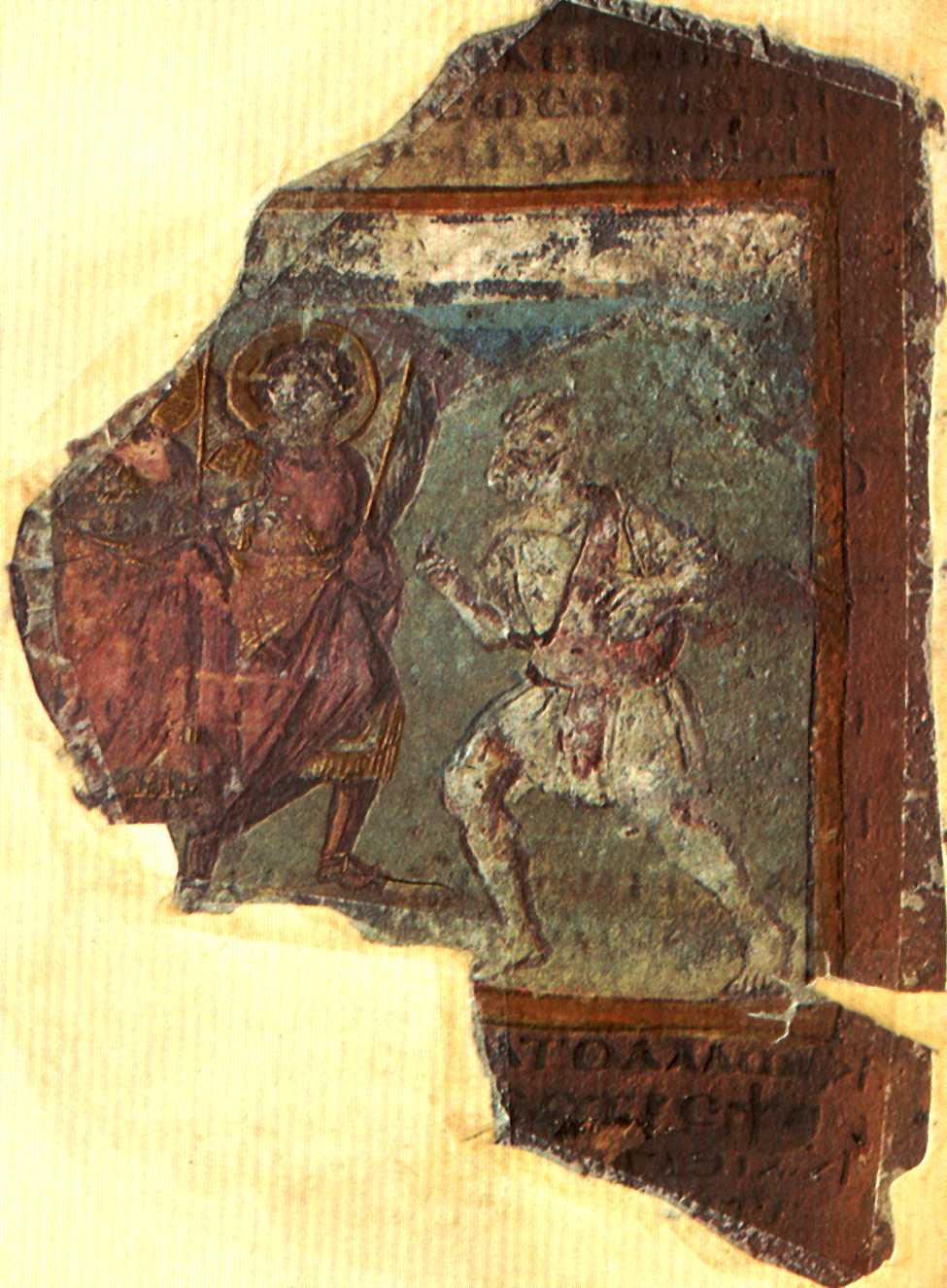
天使に出会うアブラハムのミニアチュール。コットン創世記(5世紀-6世紀）より

現存する最古のミニアチュールはアンブロジア版イーリアス(3世紀ごろの、イーリアスの挿絵付き写本)から切り出された一連の彩色画である。これらの一連のミニアチュールは古代ローマの絵画と似た技法で描かれ、扱われ方も同様である。作品それぞれの質にはかなりばらつきがあるが、人物の描き方などは古典らしい情趣があり、これ以前の技巧から影響を受けているものと推測される。背景に関しては様式的な表現ではなく、ポンペイその他ローマ時代のフレスコ画に見られるような、不完全ながらも自然に学ぼうとする古典的なスタイルがとられているようである。
芸術的に見て価値があるのは、バチカン版ヴェルギリウスとして知られる、5世紀ごろのバチカンのヴェルギリウス写本である。アンブロジアの断片よりも大きなサイズで描かれている上に保存状態もよく、よって手法や技術の検証がしやすくなっている。描写はきわめて古典的な様式であることから、バチカン版ヴェルギリウスのミニアチュールはそれ以前の写本からそのまま模写したものと思われる。着色の技法についてはよく分かっていない。というより、初期の写本のミニアチュールの色遣いはどれもほとんど同じなのである。異なるシーンをひとつのページに配置する方法はこれ以前の作者が考案したと思われるが、この技法はその後のミニアチュールの伝統に大きく影響した。描き方の特徴としては、まずページ全体に背景が書き込まれた後、あきらかに上書きする形で大きな人や物が描かれ、その上に小さいディテールが書き込まれている。(絵描きのアルゴリズム(en)。)また、遠近法的な効果を高めるため、人や物は水平線上に整列しており、線より上のものは下のものに比べて小さく描かれている。

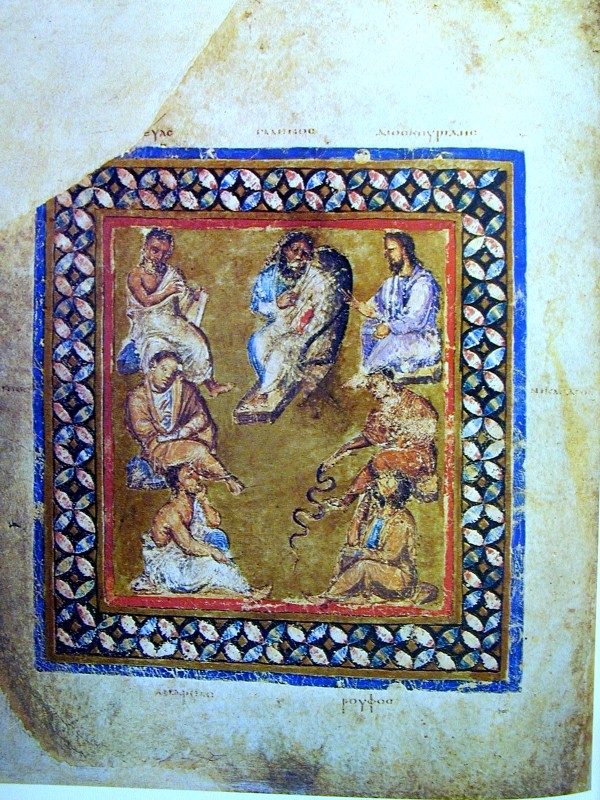
ヴィエナ・ディオスコリデス(6世紀前半)より、七人の医者のミニアチュール

東ローマの画派では、自然のままの姿から離れて技術的な定型を使うのが当たり前になっていたが、初期の画派では古典の情趣が残っている例がある。コットン創世記(Cotton Genesis)の現存部分などがその好例で、ヴィエナ・ディオスコリデス(Vienna Dioscurides)のミニアチュールも証拠となっている。時代が下った東ローマの写本でも、前時代のものから複写されたものはモデルの複製によって写実的になっている。だが、東ローマの時代のミニアチュールを古典作品と比較すれば、屋外から修道院にこもってしまったような印象を受ける。教会組織の制約のもと、ビザンティン美術は様式化していった。肌の色を浅黒く塗り、ズボンを細長く引き伸ばし、足運びを固定して描かれるようになった。褐色・くすんだ青とその中間色が好まれた。後にイタリアのミニアチュールの特色となる肌色の扱い方が最初に現れるのはこの時代である。すなわちオリーブ・緑その他の暗い色の上に肌色を塗りつける手法である。背景もまたきわめて慣習的になり、写実的な自然の姿は見られなくなり、中世のミニアチュールに大きな影響を与えた。
ビザンティン美術の中でミニアチュールの美的価値は大きかったが、華々しい色彩と豊富な金の使用を特徴とするオリエントの壮麗な価値観も同時に現れた。このオリエント式のまばゆい金色の背景は、まずミニアチュールに取り入れられ、その後西方の美術学校の制作物にも取り入れられるようになった。
中世イタリアは、ビザンティン美術の影響を大きく受けている。ラヴェンナやヴェネツィアなど、イタリアの教会における初期のモザイク画は避けがたく、ビザンティン美術の影響を受けた好例である。とはいっても、研究者にとって比較対象となる中世初期の作品はわずかで、12世紀の作品になってやっと、ビザンティン美術の伝統的な影響を受け継いだフレスコ画やミニアチュールが見つかり、数世紀をわたっての連関が保たれていると分かる。

## 8-12世紀 北西ヨーロッパ

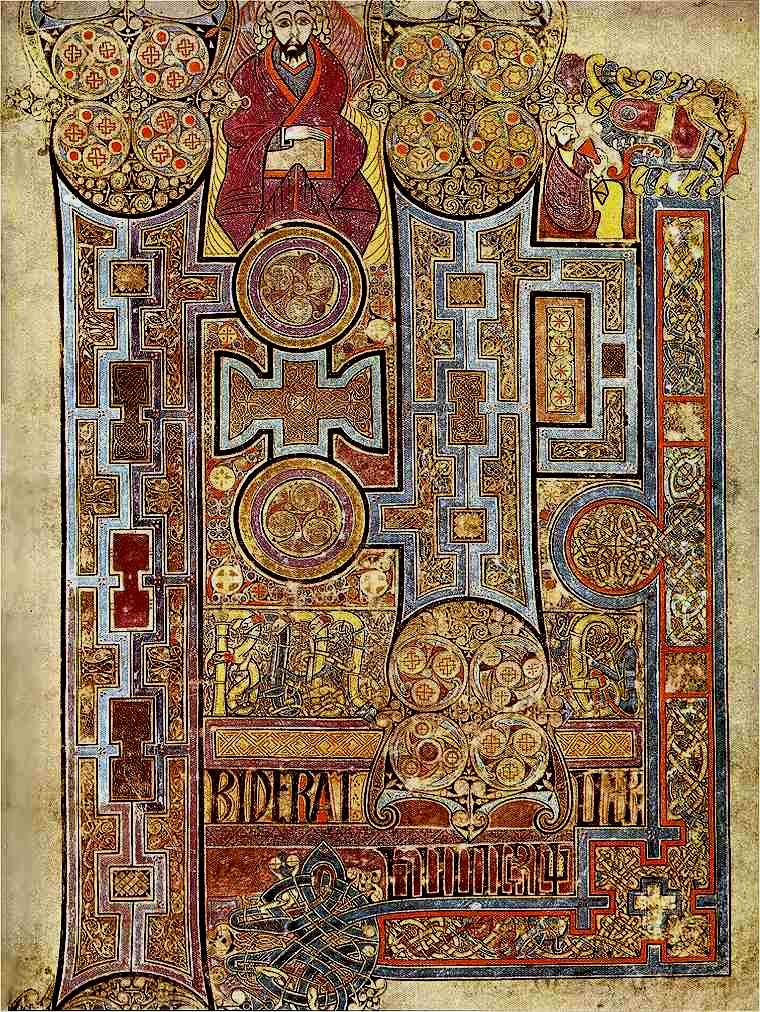
ケルズの書（9世紀初期）よりヨハネによる福音書。豪華な装飾が施されているが挿絵らしさはない

西ヨーロッパの写本彩飾画派は、写本の装飾のみを目的としていた。メロヴィング朝の時代の写本、北イタリア(ロンバルディア)・フランク王国周辺の画派による写本、スペインの写本、ブリテン諸島のインスラ美術(en:Insular art)による作品、これらのいずれにも人物描写はほとんど見つからず、ミニアチュールは人体の写実よりも装飾の中心としての役割を果たしている。
アングロサクソン画派はカンタベリーとウィンチェスターで特に盛んであったが、彼らはおそらくビザンティン美術の影響をほとんど受けず、ローマ古典を原型にして人物の自由な描写を作り上げたと思われる。10-11世紀、この画派のミニアチュールの最大の特色は、はっきりとした輪郭描写にある。これはこの後数世紀にわたってイギリスのミニアチュールに影響を与えたが、西ヨーロッパのミニアチュール発展の本筋からは外れていた。
カロリング朝の君主らの下では、古典の原型をもとにする画派が生まれたが、これは主にビザンティン美術をもとにしていた。カール大帝の奨励を起源とする画派において、ミニアチュールは2つの様式に分かれた。ひとつはビザンティン美術の様式に基づくきわめて因習的なミニアチュールで、題材は主に福音伝道者や皇帝といった、決まった人物の肖像であった。紙面は豪華に彩り・縁どりが行われ、通常は自然の風景は用いられず、決まったパターンの構造的な背景が用いられた。この画派に縁取り・飾り文字の装飾が加わり、後の大陸西方の画派の原型となった。一方で、写本挿絵を目的とするミニアチュールもあり、聖書の各シーンなどが題材であった。こちらのミニアチュールにはより自由な描写が認められており、ビザンティン風の因習的なものとは違う、ローマにならった写実主義が見受けられる。

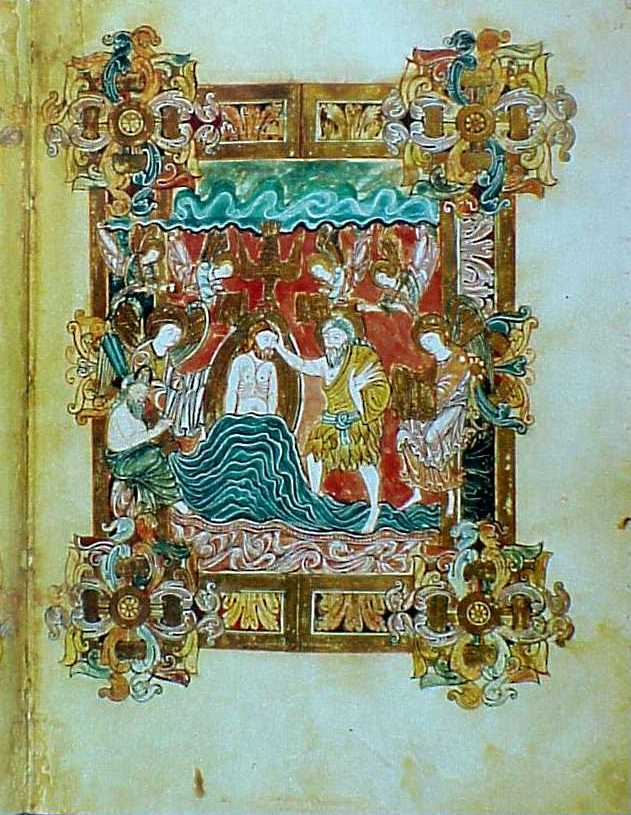
聖エセルワルドの聖別書(10世紀　アングロサクソン画派)より、キリストの洗礼

南方アングロサクソンの芸術家によるミニアチュールは、肌色をいっぱいに塗る手法や金を惜しまず使う装飾など、カロリング朝の画派からの影響を受けた。ウィンチェスター司教の聖エセルワルドの聖別書(963年-984年)などでは、一連のミニアチュールが土着の技法で描かれながらも、外部の技術の影響とみられるくすんだ色の顔料で彩色されている。とはいっても、彩色の手法自体は、本質的にはやはり土着のものであった。これは人物の扱い方・服の襞をはためかせる傾向などからうかがえる。この技法は改良が加えられ、手足を不自然に強調することが多くなった。ノルマン・コンクエストによって、この土着の画派は姿を消した。
12世紀の美術の目覚めにともない、写本装飾は強い衝撃を受けた。当時の芸術家は描線や飾り文字に優れていたが、ミニアチュールでは、太い輪郭と服の襞の注意深い観察による力強い筆致も特徴のひとつである。芸術家たちは人物描写により習熟し、まだ因習に沿って同じ描写を繰り返し用いる傾向はあったものの、個々の努力によって高貴な人物のミニアチュールが多く生まれた。
ノルマン・コンクエストによってイングランドは大陸美術の中に組み込まれることになった。フランス・イングランド・フランドルの画派は交流を深めて成長し、共通の情熱によって活動した。その結果、12世紀後半以降、北西ヨーロッパで格調高い写本装飾作品が生まれた。

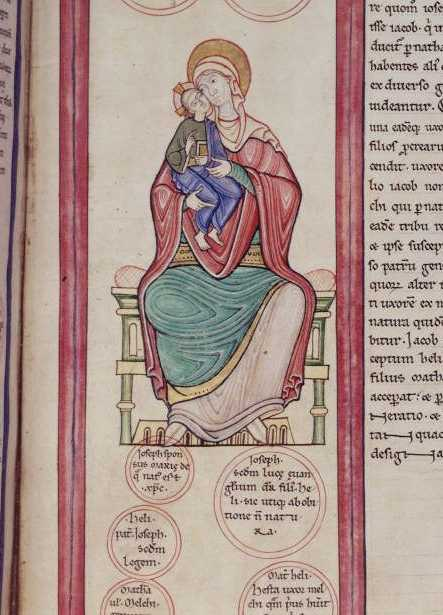
聖母子のミニアチュール。12世紀、パーク大修道院版聖書より

だが、自然の風景についていえば、岩や木といった紋切り型の記号が見受けられる以外はほとんど描かれなかった。12世紀からの数世紀のミニアチュールは、人物をさらに強調した装飾手段となったのである。この流れから、（大抵つや出しされた）金で空白全体を埋める技法が生まれた。ビザンティン画派でも行われていた豪奢な装飾法である。この後の時代にも受け継がれる、神聖視される人物の扱いの定型化も特徴である。これらの人物は敬意を示すために古い時代の伝統的なローブを着込んでおり、同じシーンの他の人物は、当時の普通の服を着ている。

## 13-15世紀 北西ヨーロッパ
13世紀になると、minuteからの語源と考えられがちなミニアチュールの時代となる。12世紀の大胆で太い線のスタイルは、正確で細かいスタイルへ道を譲った。一般的な本のサイズはフォリオ版(約24×32cm)からオクターヴォ版(約12×16cm)・もしくはそれより小さいサイズへと形を変えていった。本の需要はより大きくなり、これに伴って羊皮紙の分量はどんどん削られていった。このため文字は小さくなり、12世紀の本に見られた文字の丸みは少なくなった。文書を短縮したり省略したりすることも多くなり、紙面を節約する努力があちこちに見られた。ミニアチュールも同様である。人物は小さく描かれ、顔立ちは細かい筆づかいで、胴体・手足は整然と細く描かれた。背景は絵具やつや出しされた金でまばゆく彩色され、金と絵具をたがいちがいに使った寄せ木模様なども多く見られた。イギリスの写本では特に、透明色はほとんど使われなかった。13世紀においては、まだミニアチュールは飾り文字を圧倒していた。それ以前は大きな花模様が流行していたのに対し、このときには小さな挿絵が紙面の空きスペースに差し込まれるようになっていた。
3つの画派を比較すると、（全盛期の）イングランドの画派は優美で、フランスの画派は均整がとれて正確、ドイツ西部を含むフランドルの画派はあまり洗練されておらず、硬く強い線で描かれているのが特徴である。彩色に関しては、イングランドの画派では湖を塗るくすんだ青色にライトグリーンを用いるなど、他の画派よりも明るい色合いを使用していた。フランスの画派は暗い色、とくに群青色を好んだ。フランドル・ドイツの画派は、原則として原色を減らして重みにこだわっていた。フランスの写本装飾には赤や銅色の金が用いられていたのが特徴的で、これはイングランドや低地帯（北海沿岸のベルギー・オランダ・ルクセンブルク一帯）の、青白い金属質の装飾とは対照的である。

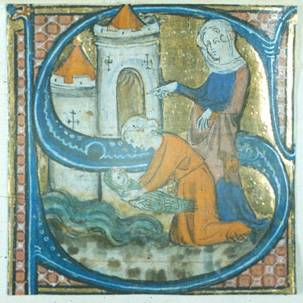
14世紀のチャーツィー寺院の聖務日課書に描かれた『ファラオの娘(ベシア)がモーゼを発見した時』

13世紀のミニアチュールが、描写・彩色の両面でこれといった変化もなく良質であり続けたのには理由がある。13世紀を通じて好まれたのは、聖書と詩編である。当然、同じシーンの同じテーマが何度も繰り返し描かれることになる上に、これら聖典のキャラクターが自体が確定したものであったため、変化が好まれなかったのである。だが、13世紀終盤になると、騎士道小説などの世俗のキャラクターが好まれるようになり、装飾画家が創意を凝らす領域が広がった。そして14世紀の始まりとともに、技法はあきらかに変わった。線は、太く掃くようなものからすらっと流れる線へと変わり、優雅・繊細・柔軟な筆致で、美しく体をかしげた人物を描くようになった。ミニアチュールは、事実上は写本装飾の手段としての役割から脱し、ミニアチュール自体が持ちうる美術的価値を問われる絵画の一種になろうとしていた。現在ミニアチュールと呼ばれるものはこちらであり、縁取りや飾り文字の装飾なども独立した美術価値を見いだされることになる。
だが、14世紀のミニアチュールが写本装飾から独立しようとしていた一方で、写本装飾としてのミニアチュールも盛んであった。人物描写がより柔軟になったのに加え、並行して背景デザインにも発展がみられた。ダイヤ模様はより精巧かつ華々しくなり、つやだしされた金にはしばしば点描を追加されてより美しく改善された。ゴシック様式の天蓋などの建築学上の描写は、当時の建築技術の発展にともなってより自然に、実情に見合ったものに変わった。要するに、14世紀の高度な芸術に目立って現れる、最上級の装飾を目指す画家の情熱がミニアチュールにおいても現れたのである。
14世紀前半、イングランドのミニアチュールは優美で、シンプルな描写でなければわざとらしくも見えるほどゆらゆらと体を曲げる人物描写がされている。未彩色の下書きも、完全に彩色されたものでも、この時代はイングランドの作品に並ぶものはない。フランスの作品は、整然とした几帳面な描写や、イングランドよりも生き生きとした色遣い、類型にあまり拠らず緻密に観察した表情の描写などの特徴をこの時代も受け継いでいた。低地帯の画派は重々しいスタイルを続けていたが、比較的荒っぽくなっている。ドイツのミニアチュールは概して機械的で、キャラクターも田舎っぽく、評価は高くなかった。時代を経るに従って、フランスのミニアチュールが支配的になった。整然とした描写は少なくなっていったものの、輝かしい色彩にすぐれ、全体的なレベルは高いままであった。イングランドの画派は徐々に衰退していき、政治的要因やフランスとの戦争のため、それほど価値のある作品は生まれなかった。イングランドのミニアチュールが再興するのは14世紀終わりごろになってからである。
この再興の原因となったのは、当時活躍していたプラハの画派との交流である。彩色から推定するに南方の影響を受けたと考えられるプラハの画派は、リチャード2世とボヘミアのアンとの結婚を機にイングランドと交流を持つようになった。イングランドのミニアチュールの新しい技法の特色は、色の豊富さに加え、フランスの既存の画家による優形の描写に優る、表情の緻密な描写がある。同時代や15世紀初めの北フランドル・オランダの画派にも同じような造形への着目が見られる。このため、イングランドの技法は、ゲルマン美術がフランスの技法から独立するのに貢献したという見方もできる。

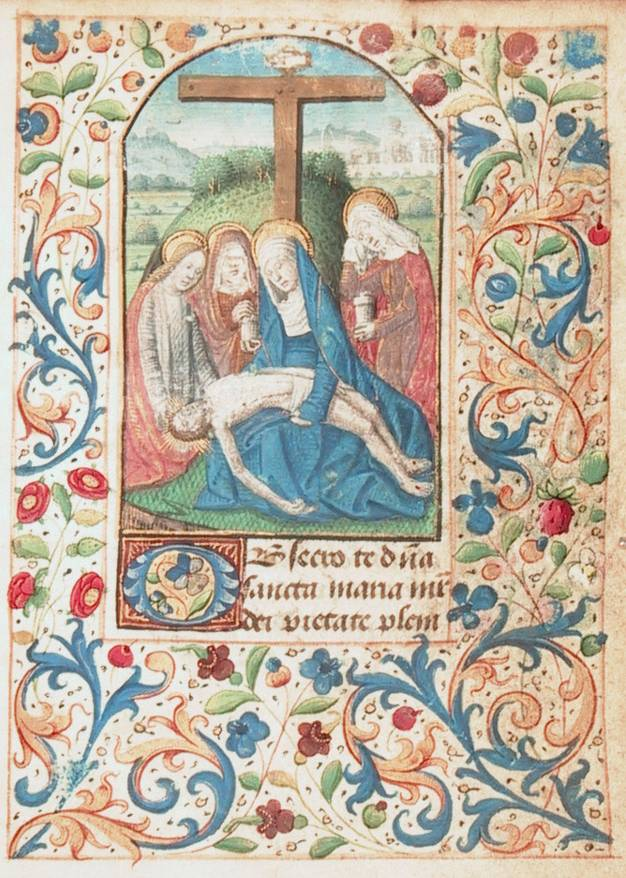
obsecro te（聖母子）の祈り。アンジェの時祷書より、1470年代ごろ

しかし、イギリスのミニアチュールの発展は完全に有望というわけではなかった。15世紀初頭に優秀な作品が生み出されたとは言っても、彩色には行き詰まりがあったし、中世の影響も足を引っぱった。15世紀半ばには自然に学ぶ美術は実質上終わろうとしていた。よりすぐれた観察が旧態依然とした風景描写を打倒しつつあり、ミニアチュールは近代の肖像画へ姿を変えようとしていた。この時代以降、イングランドで作られるミニアチュールに類する作品は、外国の作者の手によるものか、外国の技法をまねた作品になる。薔薇戦争中の国内状況は、芸術の荒廃をもたらすに十分であったのである。よって、15世紀のミニアチュールの歴史は大陸の画派による写本に求めることになる。
まず、北フランスと低地帯について見ると、14世紀が終わって15世紀に入るにつれて、この二つの画派のミニアチュールの構成はより自由になった。それに伴い、全体的な表現効果を描写の緻密さよりも彩色に求めるようになった。これはミニアチュール画家の表現の領域が広くなったことが要因である。あらゆる本が装飾されるようになり、聖書や詩編や祈祷書といった聖典はもはや装飾の主流ではなくなった。少なくとも唯一の装飾対象ではなくなったのである。だが、そんな中でも最も注目された聖典の類がある。それが時祷書である。これは個人のための祈祷書で、この時代大量に出回り、きわめて良質のミニアチュール作品が含まれている。この小冊子の装飾は、宗教上のキャラクターに割り当てられた制約を受けなかった。そのうえ、この時代の装飾写本の需要は高く、日常的に取引されるようになったのである。また、写本生産は修道院に限定されず、民間の写本工房でも生産された。

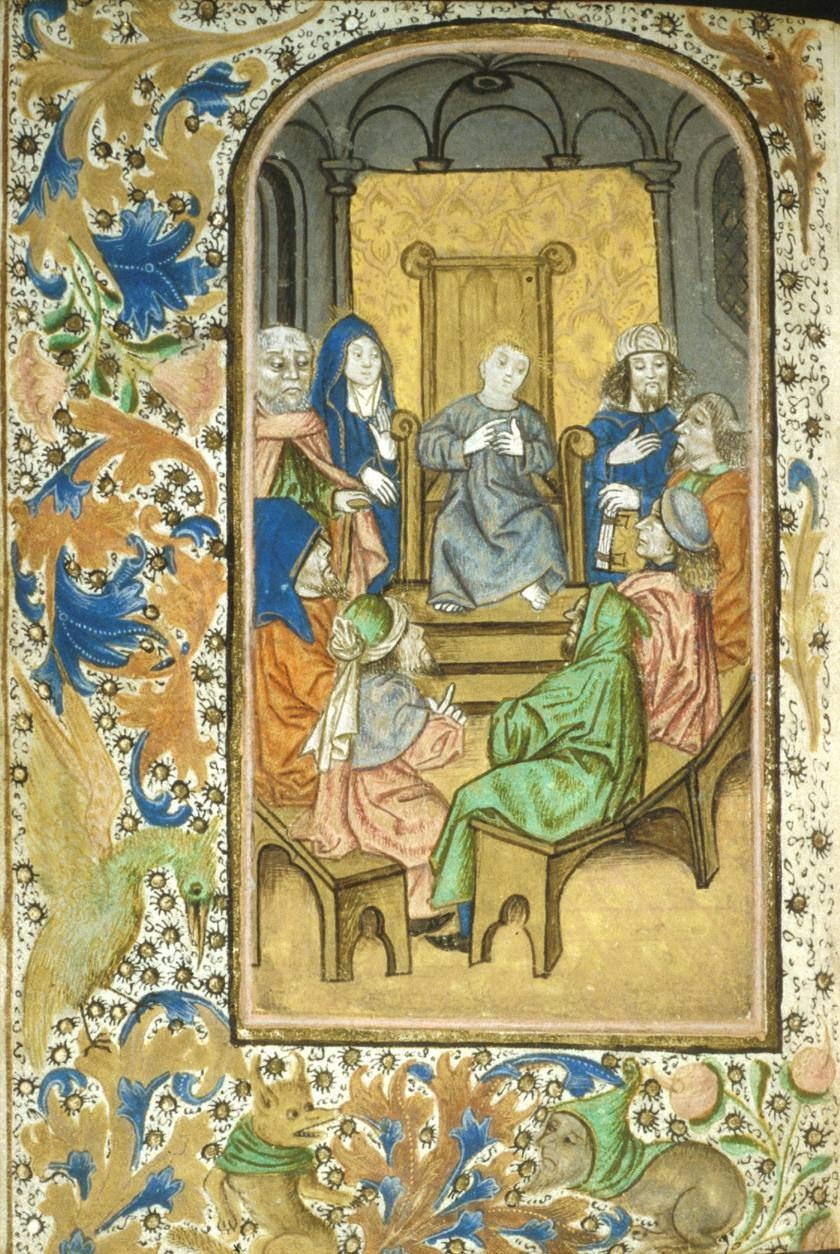
聖母マリアとナザレのヨセフが、イエスを目にするところ。周囲にいるのは医者。エンクハウゼン（オランダ北ホラント州の都市）の時祷書、15世紀後半。

15世紀前半は、慣習的な風景描写はいまだに一定の地位を占めていた。ダイヤや格子模様も同様である。それどころか、フランスでこの時代最良の作品にも、従来よりさらに華麗なダイヤ模様が見られる。だが、1425年から1450年ごろ、自然の風景がより存在感を発揮するようになった。とはいえ、遠近法に欠陥はあり、視界や大気の効果を正しく扱う世代が現れるのはまだ先のことである。
フランスとフランドル画派のミニアチュールはまったく平行して活動していたが、15世紀の半ばにはそれぞれの国ごとの特徴が目立つようになった。フランスのミニアチュールは、優れた作品も生み出されたが、全体としては質が低下した。人物描写は不正確になり、深みがない硬質の描写を、過度の金箔装飾でごまかそうとする傾向がみられた。
15世紀後半のフランドル画派は、当時最高峰であった。フランドルのミニアチュールは柔らかさと色の深みを備えており、さらに服の襞や人物表現や細部の扱いへのこだわりはさらに追求されていった。この時代、フランドルの優れたミニアチュール作品では色の柔らかさ・鮮やかさの表現に成功していた。この高水準は15世紀を超えて続き、かつ多くの優れた作品が数十年後まで残る好評を博していた。
先述した、細部へのこだわりに関する事柄は、グリザイユ形式のミニアチュールにもさらに強く当てはまる。色彩がないことから、なおさら細部へ力点が置かれたのである。特に北フランドルのミニアチュールによく見られ、服の襞を角張った線で書くところなどから、木彫芸術との関連もしばし見受けられる。